# Elza, Miltinho e Samba Vol. 2
Elza, Miltinho e Samba Vol. 2 é o décimo primeiro álbum de estúdio da cantora e compositora brasileira Elza Soares e o segundo em colaboração com o cantor brasileiro Miltinho, lançado em 1968 pela Odeon, com produção musical de Lyrio Panicali.

## Antecedentes
Em 1967, Elza e Miltinho lançaram Elza, Miltinho e Samba, que foi um projeto de êxito. Em 1968, a cantora ainda produziu Elza Soares, Baterista: Wilson das Neves e, em seguida, retomou sua parceria com Miltinho.

## Gravação
Elza, Miltinho e Samba Vol. 2 foi produzido pelo maestro Lyrio Panicali, com co-produção de Hermínio Bello de Carvalho e direção artística de Milton Miranda, além de orquestrações do maestro Nilsinho. Assim como o primeiro volume, o projeto traz vários medleys, com a junção de várias faixas em só uma. O repertório traz composições de Noel Rosa, Dorival Caymmi, Haroldo Lobo, Lupicínio Rodrigues, Gilberto Gil e outros.

## Lançamento e legado
Elza, Miltinho e Samba Vol. 2 foi lançado em 1968 pela Odeon em vinil e não teve a mesma popularidade do primeiro volume, que historicamente se tornou o mais relevante da colaboração. Apesar disso, a dupla chegou a lançar mais um álbum juntos ainda.
Em 2003, o álbum foi relançado pela primeira vez em CD pela caixa de coleção Negra, com reedição de Marcelo Fróes.
A edição digital do álbum foi lançada nas plataformas digitais em 2018.

## Faixas
A seguir lista-se as faixas de Elza, Miltinho e Samba Vol. 2:
Lado A
1. "Dialogo De Criolos"
2. "Alô Alô / Pelo Telefone"
3. "Semana Inteira / O Pau Comeu Na Casa De Noca"
4. "Vaidosa / Me Deixa Em Paz / Para Me Livrar Do Mal"
5. "Tem Pena De Mim"

Lado B
1. "Você Jà Foi À Bahia / Vestido De Bolero"
2. "Mancada / Vai Haver Barulho No Château"
3. "Promessa / Confessou / Quem Chorou Fui Eu"
4. "Pot Pourri de Imitação"